# Izquierda Guevarista de Chile
La Izquierda Guevarista de Chile, o en sus siglas, IG,  es una organización política chilena, fundada el 2015, que se define como parte de la izquierda revolucionaria, guevarista y socialista. Actualmente cuenta con presencia en las ciudades de Valparaíso, Santiago, Talca, La Serena y Valdivia. Es parte de la Coordinadora Guevarista Internacionalista, que agrupa a una serie de organizaciones políticas de la misma índole en el continente.

## Historia
La Izquierda Guevarista de Chile se funda el 26 de julio de 2015, cuando tres organizaciones del país - Juventud Guevarista de Chile, Colectivo Poder Popular Santiago y el Frente de Trabajadores Guevaristas- deciden unirse y conformar una sola orgánica. Si bien se trata de una organización relativamente nueva, sus orígenes se remontan al nacimiento de las organizaciones que la conforman, en particular a Convergencia Estudiantil (nombre original de la Juventud Guevarista de Chile), y el Colectivo Poder Popular, fundados el 2011 y 2010 respectivamente.
Desde su fundación, la Izquierda Guevarista de Chile ha buscado crecer en el movimiento estudiantil, en el movimiento de pobladores, y en el movimiento sindical y de trabajadores, impulsando la movilización radical por sobre la lucha institucional.
Durante la segunda mitad del 2016, la Izquierda Guevarista realizó su primer Congreso como organización, el cual culminó el 13 de noviembre el la población Villa Francia, Estación Central, donde se definió la orgánica definiva de la organización, además de las políticas para impulsar en el periodo.

## Ideas y pensamiento político
La Izquierda Guevarista de Chile se define principalmente como una organización socialista, guevarista e internacionalista. Se definen en contra de la enajenación y la explotación como objetivos principales a combatir. 

### Guevarismo
La Izquierda Guevarista de Chile define al guevarismo como "sinónimo de marxismo latinoamericano o de marxismo-leninismo llevado a las condiciones históricas, objetivas y subjetivas, de Nuestra América", y no solo como el seguir los planteamientos y postulados de Ernesto Guevara, de quien rescatan principalmente su praxis revolucionaria. Reivindican, del mismo modo, el pensamiento de otros teóricos marxistas del continente como José Carlos Mariátegui, Bolívar Echeverría. Junto a ello, la Izquierda Guevarista de Chile rescata el legado de las luchas continentales socialistas y de liberación nacional, la Revolución Cubana,la guerrilla del ELN en Bolivia, la lucha del MRTA en Perú, y en particular, la experiencia del MIR chileno.

### Socialismo
Además de la definición en contra de la enajenación y la explotación, la Izquierda Guevarista de Chile rescata al marxismo como matriz de análisis y pensamiento político, rescatando por sobre todo el pensamiento dialéctico de Karl Marx. Junto a este, rescatan a otros pensadores marxistas como Gyorg Lukács, Karel Kosic, entre otros. 

## Definiciones políticas
La Izquierda Guevarista de Chile se define como una organización revolucionaria, y que no apuesta por la lucha institucional del poder, sino por la movilización y radicalización de la clase trabajadora, apostando por "la lucha frontal y la organización popular". De este mismo modo, la Izquierda Guevarista de Chile, rechaza la participación electoral, poniendo su énfasis en la lucha y movilización de las masas.
Como apuesta para el actual periodo, la Izquierda Guevarista llama, además de a la radicalización de la lucha, a la conformación de un espacio más amplio, pero con perspectivas revolucionarias, un Congreso de los Trabajadores y los Pueblos, de modo similar a las experiencias en Paraguay y Colombia.